# Антиидеологизм
Антиидеологизм — разновидность идеологического позиционирования политика или политической партии.

## Содержание термина
Антиидеологизм подразумевает всяческий отказ от какой-либо устойчивой идеологической идентификации с определённой частью политического спектра. Чаще всего это предпринимается для сугубо прагматических целей, а именно для привлечения ресурсов, включения в свои ряды как можно большего числа людей с самыми разными политическими взглядами и, в конечном счёте, для получения максимально возможного процента голосов избирателей на выборах.